# Walter Montillo
Walter Damián Montillo (* 14. April 1984 in Lanús) ist ein ehemaliger argentinischer Fußballspieler.

## Karriere
Er startete seine Karriere in der Jugendmannschaft des CA San Lorenzo de Almagro. Im Zuge seiner Laufbahn war er in Mexiko, Chile, Brasilien und der Volksrepublik China aktiv. Sein größter Erfolg war der Sieg bei der Copa Sudamericana 2002 mit dem CA San Lorenzo de Almagro.
Im Dezember 2016 unterschrieb Montillo einen Vertrag für die Saison 2017 in Brasilien, wo er beim Botafogo FR einen Kontrakt unterzeichnete. Im Juni des Jahres wurde der Vertrag im gegenseitigen Einvernehmen aufgrund von Verletzungen aufgelöst. Danach blieb er bis Ende des Jahres ohne neuen Klub. Im Januar 2018 unterzeichnete er dann in seiner Heimat beim CA Tigre.
Zur Saison 2020 wechselte Montillo nach Chile zum CF Universidad de Chile, bei welchem er bereits von 2008 bis 2010 aktiv war.

## Nationalmannschaft
Er spielte in der U-20 Jugendnationalmannschaft Argentiniens. In der A-Mannschaft kam er allerdings nur auf vier Einsätze.

## Erfolge
San Lorenzo
- Copa Sudamericana: 2002

Universidad de Chile
- Torneio Apertura: 2009

Cruzeiro
- Staatsmeisterschaft von Minas Gerais: 2011

Shandong Luneng Taishan
- Chinesischer Fußballpokal: 2014
- Chinese FA Super Cup: 2015

Tigre
- Copa de la Superliga: 2019

## Auszeichnungen
- Bola de Prata: 2010, 2011
- Prêmio Craque do Brasileirão: 2010
- Troféu Armando Nogueira: 2010

## Trivia
2021 wurde Montillo als Spielervermittler bei der Fußballagentur „BYP Argentina“ tätig.
Im selben Jahr veröffentlichte er seine Autobiografie „Gracias a la vida“ (Dank dem Leben). Das Buch enthielt einen Prolog von Neymar und war zum Zeitpunkt der Veröffentlichung die fünftmeistverkaufte Biografie in Chile. 2022 veröffentlichte er „Carlitos Cachaña“, ein Kinderbuch über einen siebenjährigen Jungen namens Carlitos, der davon träumt, Profifußballer zu werden.